# Kerncentrale Montalto di Castro
Kerncentrale Montalto di Castro (Italiaans:centrale elettronucleare Montalto di Castro of centrale elettronucleare Alte Lazio) is een kerncentrale in aanbouw in Italië bij het dorp Montalto di Castro aan de Tyrreense Zee.
De centrale zou twee drukwaterreactoren (PWR) krijgen. Eigenaar en uitbater is Enel. Na het referendum over de kernuitstap is de bouw van de energiecentrale in 1988 stil gelegd. Hoewel de centrale bijna klaar was, is deze nooit meer afgebouwd. Dicht bij het terrein staat nu "Alessandro Volta", de grootste energiecentrale van Italië.
| Reactorblok          | Reactortype | Vermogen | Begin bouw | Inbedrijfname | Stillegging |
| -------------------- | ----------- | -------- | ---------- | ------------- | ----------- |
| Montalto di Castro-1 | PWR         | 982 MW   | 1982       | -             | 1988        |
| Montalto di Castro-2 | PWR         | 982 MW   | 1982       | -             | 1988        |

## Zie ook

luchtfoto van terrein kerncentrale Montalto di Castro